# St. Peter (Rosellen)

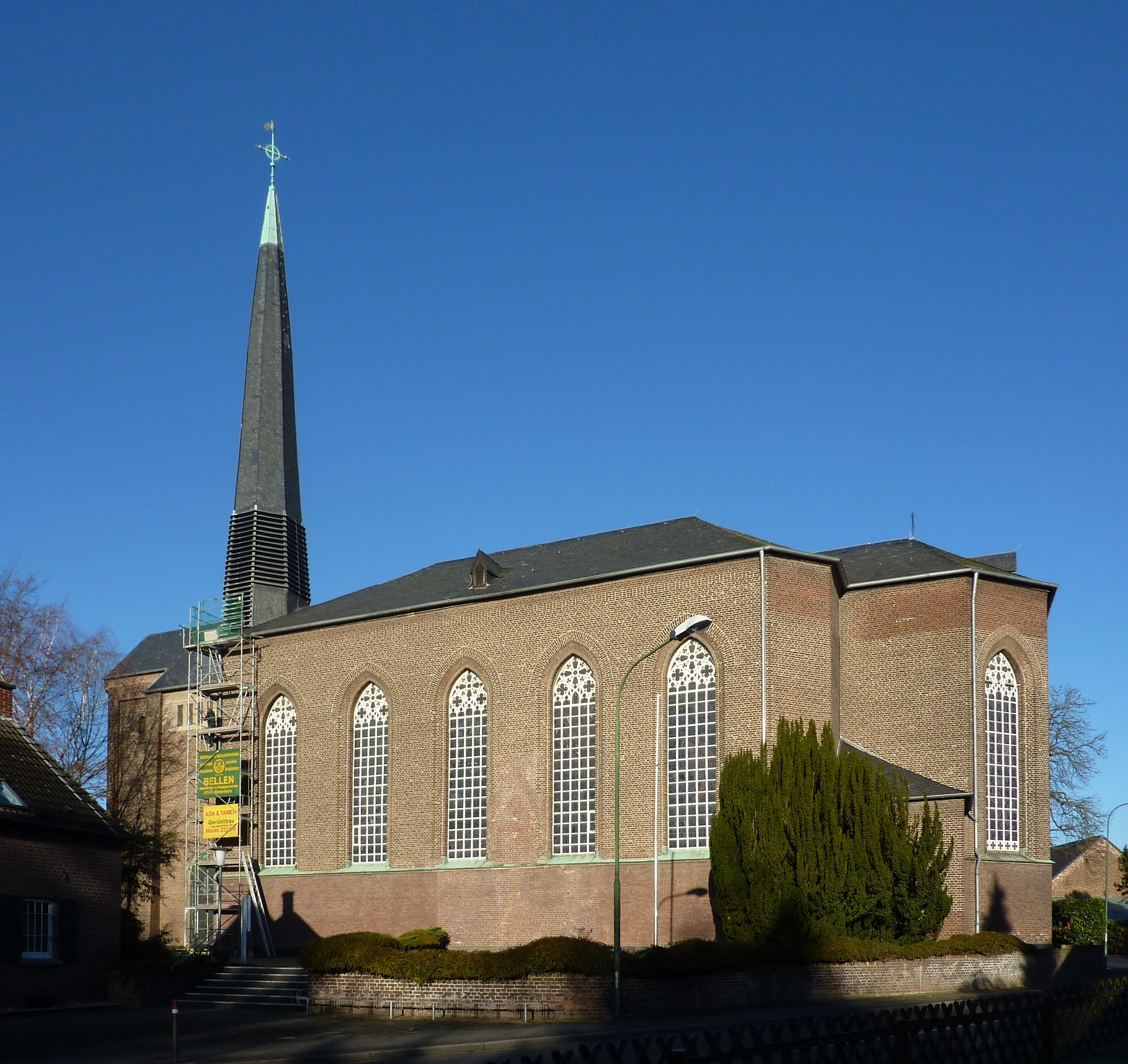
St. Peter

St. Peter im Dreieck zwischen Brunnenstraße und Roseller Kirchstraße ist die römisch-katholische Pfarrkirche des Neusser Stadtteils Rosellen, erbaut 1847/48 im neugotischen Stil. Sie gehört zum Pfarrbezirk Neuss-Süd und steht als Nr. 8/012 seit 1992 unter Denkmalschutz.

## Geschichte
Vermutlich dürfte es bereits in fränkischer Zeit in dieser Gegend eine christliche Gemeinde gegeben haben. Bei Ausgrabungen im Jahr 1994 wurden Fundamente einer im Innenraum etwa 5,3 m × 9,0 m großen Saalkirche gefunden. Später wurde ein rechteckiger Chor von 4,3 m × 2,4 m angefügt. Beide Bauten wurden in Liedberger Sandstein errichtet. Um die Wende des 12. zum 13. Jahrhundert wurde der Chor abgerissen und durch eine 6,6 m breite halbkreisförmige Apsis ersetzt. Diese romanische Kirche hatte einschließlich des Turms eine Länge von 24 m.
Aus einer im Jahr 1223 ausgestellten Urkunde ergibt sich, dass die Kirche schon vor diesem Zeitpunkt errichtet worden sein muss. Seit 1311 sind die Pfarrer fast lückenlos bekannt. Im Burgundischen Krieg wurde die Kirche stark zerstört – nur die Apsis blieb stehen – und dann 1480 wieder aufgebaut und durch Anbauten erweitert. Die Sakristei wurde 1593 errichtet. Das nördliche Seitenschiff mit zwei Giebeln wurde 1560 anstelle eines Vorgängers erbaut. Das südliche Seitenschiff entstand vor 1640, der genaue Zeitpunkt ist nicht bekannt. Der Turm wurde 1743 durch einen barocken Neubau ersetzt. 1845 wurde die alte Kirche bis auf den Turm wegen Baufälligkeit abgerissen und bis 1848 durch eine dreischiffige Hallenkirche ersetzt, äußerlich eine neugotische Backsteinkirche, aber innen in Formen der (Neo-)Renaissance. Architekt war der Krefelder Stadtbaumeister Heinrich Johann Freyse. 1939 wurde der Turmhelm wegen Baufälligkeit abgerissen und 1962 wurde das Langhaus durch einen Zwischenbau mit dem Turmgebäude verbunden. 1994/95 erfolgte eine Sanierung der Kirche.

## Bau
Die unteren zwei Geschosse des 56 m hohen Turms entstanden noch im 18. Jahrhundert. Einziger äußerer Schmuck ist eine aus dem 19. Jahrhundert stammende Kreuzigungsgruppe über dem Eingang zur Taizé-Kapelle, die sich im Untergeschoss des Turms befindet. Das Innere der Hallenkirche wird von schlanken hölzernen Säulen in drei Schiffe geteilt und ist von Kreuzgratgewölben überdeckt, die sich auch in den schmaleren Vorchor und die Apsis erstrecken, die eine aus fünf Seiten eines Achtecks bestehende Form hat. Auf dem Kirchhof stehen Grabkreuze aus Sandstein aus dem 17. Jahrhundert und ein Kriegerdenkmal aus Kalkstein mit einer Figur des Hl. Georg aus dem Jahr 1922.

## Ausstattung
Von 1926 bis 1932 wurde die einfache bunte Fensterverglasung nach und nach durch neue Fenster in kräftigen Farben ersetzt, die der Kölner Glasmaler Joseph Scheuer in gusseisernem Maßwerk entworfen hatte. Bombenschäden im Zweiten Weltkrieg konnten auf Grundlage der erhaltenen Kartons schnell behoben werden. Das Thema in sechs der acht Seitenschifffenster ist das Leben des Kirchenpatrons, des hl. Petrus. Die beiden westlichsten Fenster zeigen Wappen verschiedener adliger Geschlechter und die Namen der Pfarrer.
Bei der Sanierung 1994/95 wurde der Innenraum farbig neu gestaltet. Auf hellblauen Hintergrund sind weiße Fugenlinien aufgemalt und die Kapitelle der Säulen sind mit weißen Blättern vor azurblauem Hintergrund geschmückt. Reste der ursprünglichen Farbfassung aus dem 19. Jahrhundert sind noch im Westen neben den Seitenschiffeingängen zu sehen. Von der von Vincenz Statz entworfenen Ausstattung sind noch die Seitenaltäre und zwei Beichtstühle erhalten: Der Marienaltar mit einer farbig gefassten Mutter Gottes aus Stein unter einem Baldachin, auf beiden Seiten von stehenden Engeln begleitet; der Kreuzaltar mit zierlichem Maßwerk auf Konsolen; zwei symmetrisch gegliederte dreiteilige Beichtstühle mit geschnitzten Kreuzblumen als oberem Abschluss.
Die reich verzierte, aus dem Jahre 1786 stammende, in Teilen und im Gehäuse vielleicht dem 17. Jahrhundert zugehörige Orgel mit 28 Registern und 1700 Pfeifen stand bis 1848 in der Düsseldorfer Pfarrkirche St. Lambertus. 1940 wurde der neugotische Aufbau des Hochaltars abgebrochen, 1960 die Mensa entfernt. Diese wurde durch einen vom Kölner Architekten Kösters entworfenen Altartisch aus Aachener Blaustein ersetzt.